# Vanderhall Brawley
Vanderhall Brawley – elektryczny samochód terenowe klasy miejskiej produkowany pod amerykańską marką Vanderhall od 2022 roku.

## Historia i opis modelu
W lipcu 2021 roku amerykańskie przedsiębiorstwo Vanderhall zdecydowało się wykroczyć poza dotychczasowy profil działalności, w którym koncentrowało się na produkcji i sprzedaży niewielkich, trójkołowych samochodów sportowych. Model Brawley przyjął dla odmiany postać klasycznego, czterokołowego samochodu terenowego o napędzie w pełni elektrycznym. 
Samochód został wyposażony w rozbudowany układ zawieszenia pozwalający na jazdę wyczynową po bezdrożach, co ułatwiać mają 18-calowe alufelgi wyposażone w 35-calowe opony o grubym profilu i głębokim bieżniku. Pojazd zyskał przeszklony dach i drzwi, z czego górna część nadwozia może zostać opcjonalnie zdemontowana. Minimalistycznie stylizowana kabina pasażerska wyróżnia się potrójnym układem analogowych zegarów, a także szeregiem przełączników w konsoli centralnej. Wzorem innych modeli firmy, koło kierownicy zyskało trójramienną formę.

### Sprzedaż
Początek produkcji i sprzedaży Vanderhalla Brawley został zaplanowany na 2022 rok, z czego rezerwacje zaczęto zbierać tuż po debiucie w lipcu 2021 roku. Wśród rynków zbytu amerykańskie przedsiębiorstwo uwzględniło nie tylko rodzimy rynek amerykański, a także wybrane kraje europejskie jak Niemcy, ale także po raz pierwszy kraje z regionu Bliskiego Wschodu.

### Dane techniczne
Vanderhall Brawley to samochód elektryczny, który napędzany jest przez cztery silniki napędzające po każde z kół, łącznie rozwijając moc 400 KM i 1355 Nm maksymalnego momentu obrotowego. Pakiet baterii o łącznej pojemności 60 kWh pozwala przejechać na jednym ładowaniu do 321 kilometrów, pozwalając uzupełnić do 80% stanu akumulatora za pomocą szybkich ładowarek o mocy 300 woltów.